# Markus Beile

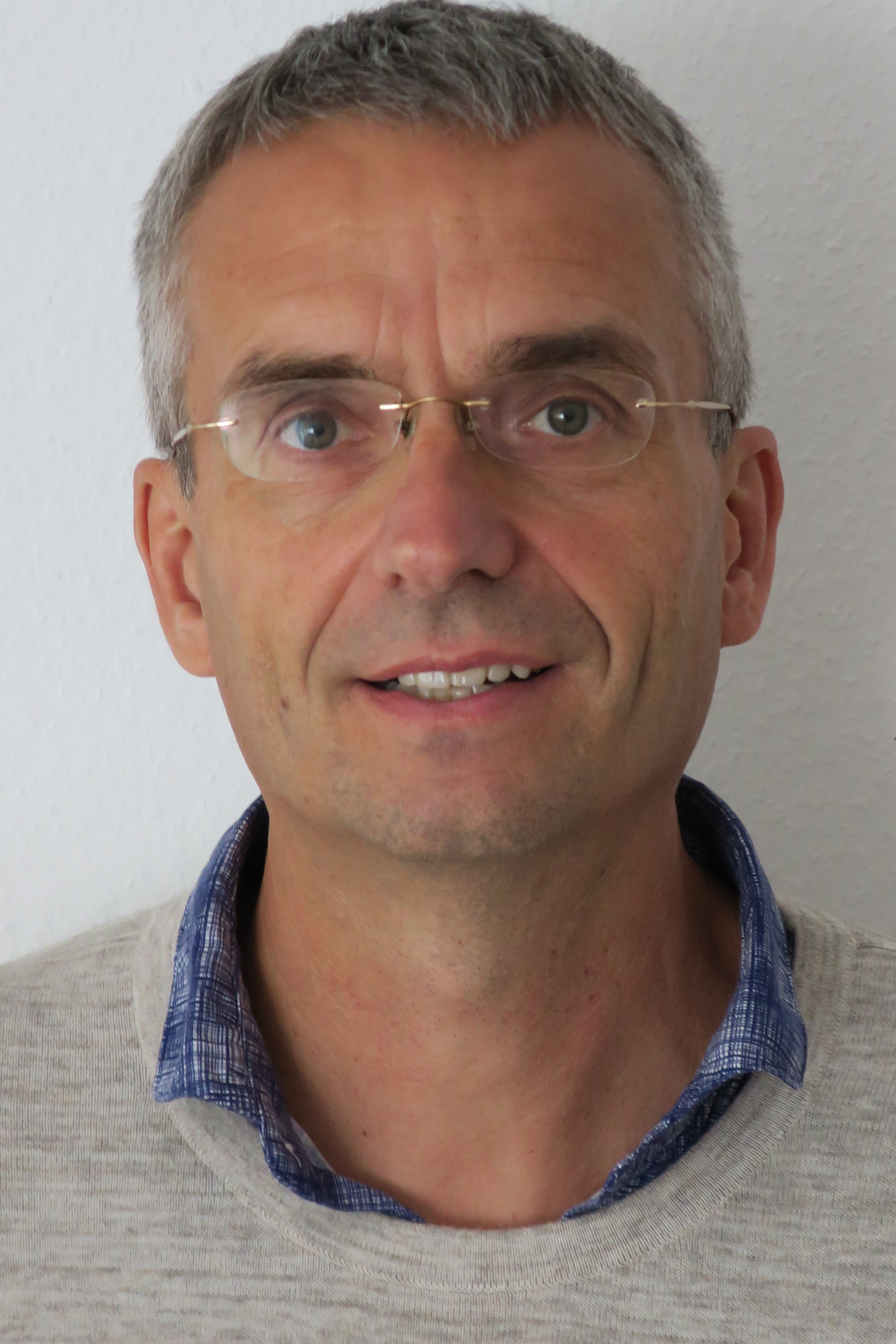
Markus Beile 2017

Markus Beile (* 18. August 1964 in Mannheim) ist deutscher evangelischer Pfarrer, Theologe und Buchautor.

## Leben und Beruf
Markus Beile ist ein Sohn des Theologen Rüdiger Beile und seiner Frau Gertrud. Markus Beile ist seit 1992 mit Ulrike Lummerzheim verheiratet. Das Paar hat zwei Töchter.

### Ausbildung
Markus Beile studierte Philosophie und evangelische Theologie an der Universität Heidelberg. Das Lehrvikariat absolvierte er in Freiburg, als Pfarrvikar arbeitete er in Mannheim, Sulzbach (bei Hemsbach) und Barcelona. Er promovierte 2015 an der Universität Zürich über das Thema "Herausforderungen und Perspektiven der Konfirmationspredigt".

### Beruflicher Werdegang
Von 1996 bis 2005 übernahm Beile das Pfarramt in Immenstaad am Bodensee, von 2005 bis 2008 war er Pfarrer der (deutschsprachigen) evangelischen Gemeinde in Singapur. Am 1. September 2008 erfolgte seine Übernahme des Pfarramtes in Allensbach.
Zur Verabschiedung in Allensbach im Sommer 2016 wurden als ungewöhnliche Initiativen die „Seetaufen und ökumenische[n] Gottesdienste auf dem Walzenberg“ hervorgehoben. Beile arbeitet heute als Pfarrer und Religionslehrer in Konstanz.

### Literarische Tätigkeit
Dem literarischen Werk Markus Beiles liegt ein religionspädagogischer Denkansatz zugrunde. Die theologische Ausrichtung basiert auf der Annahme einer Wahrnehmung der Wirklichkeit als Konstruktionsakt. Durch den „Prozess einer Anverwandlung“ kann die alltägliche Realität, die ‚Welt der Vernunft‘ mit der ‚Welt des Glaubens, der Bibel‘ harmonisiert bzw. in eine Balance gebracht werden: „Christen sehen die Welt wie jeder andere, aber sie verwandeln sie mit den für sie zentralen Bildern, Geschichten, Werten und Haltungen der Welt des christlichen Glaubens.“

## Schriften
- Reise durch die Welt des Glaubens. Gütersloher Verlagshaus, Gütersloh 2012. ISBN 978-3-579-05871-9.
- Mit Kindern den Glauben erleben. Verlag Ernst Kaufmann, Lahr 2013. ISBN 978-3-7806-3086-5.
- Religion für Nichtschwimmer. Fünf Trockenübungen. Gütersloher Verlagshaus, Gütersloh 2014. ISBN 978-3-579-08508-1.
- Herausforderungen und Perspektiven der Konfirmationspredigt. Verlag Kohlhammer, Stuttgart 2016. ISBN 978-3-17-031518-1.
- Erneuern oder untergehen. Evangelische Kirchen vor der Entscheidung. Gütersloher Verlagshaus, Gütersloh 2021. ISBN 978-3-579-07172-5.